# Wren
Wren – wieś w Stanach Zjednoczonych, w stanie Ohio, w hrabstwie Van Wert.